# 索埃拉海峽

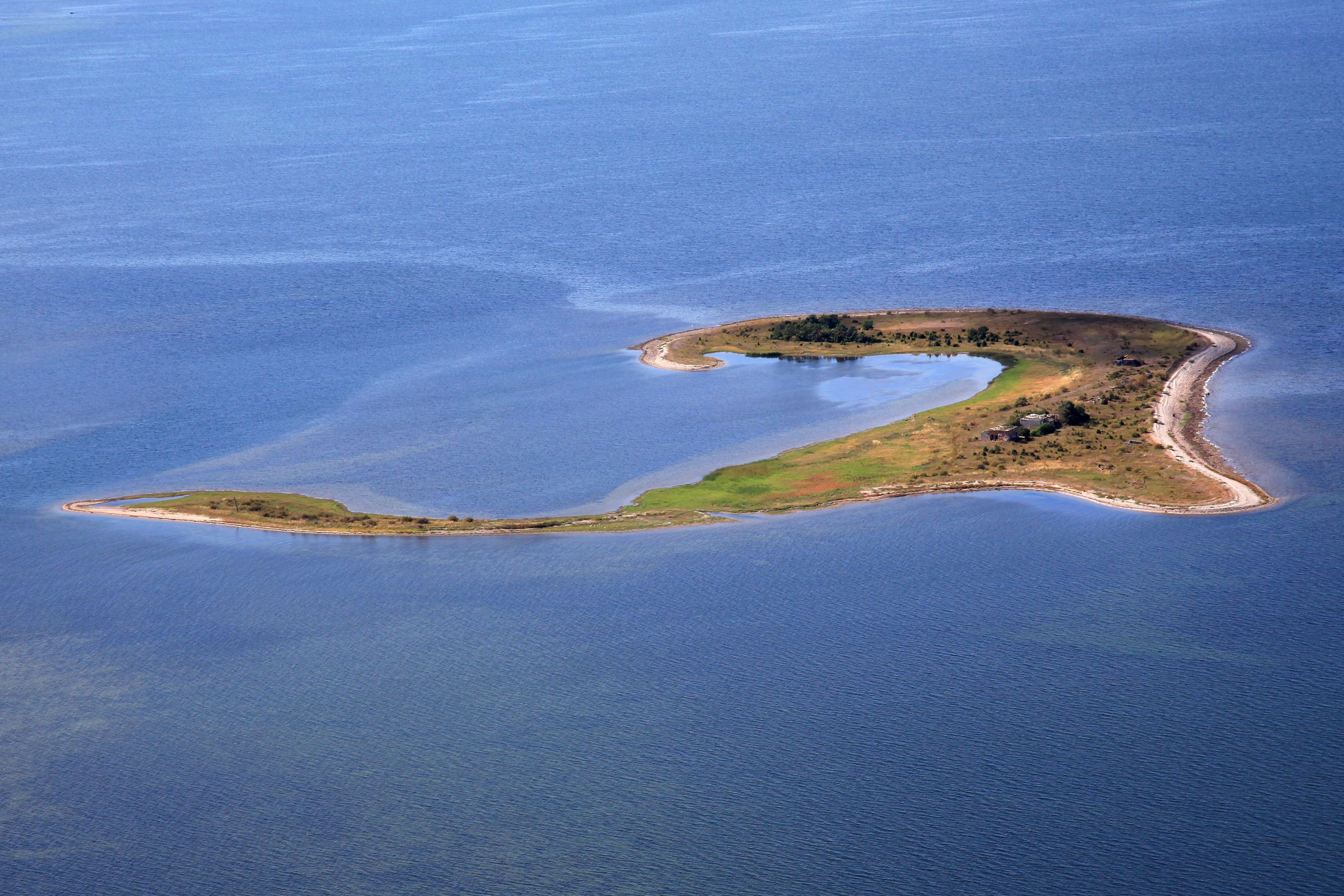
索埃拉海峡和皮赫萊德島

索埃拉海峡是位於愛沙尼亞的海峽，於薩雷馬島與希烏馬島之間。海峽連接韋伊納海和波羅的海的開闊部分。海峽寬度約為6公里。
據民族志學者卡爾·弗里德里希·威廉·魯斯沃姆（Carl Friedrich Wilhelm Russwurm）稱，海峽的名稱源自於瑞典语愛沙尼亞方言單詞，意思是“海豹”。
海峽中有包含許多小島：如皮赫莱德島和蘇爾萊德島（Suurlaid）。